# Real Championship Wrestling

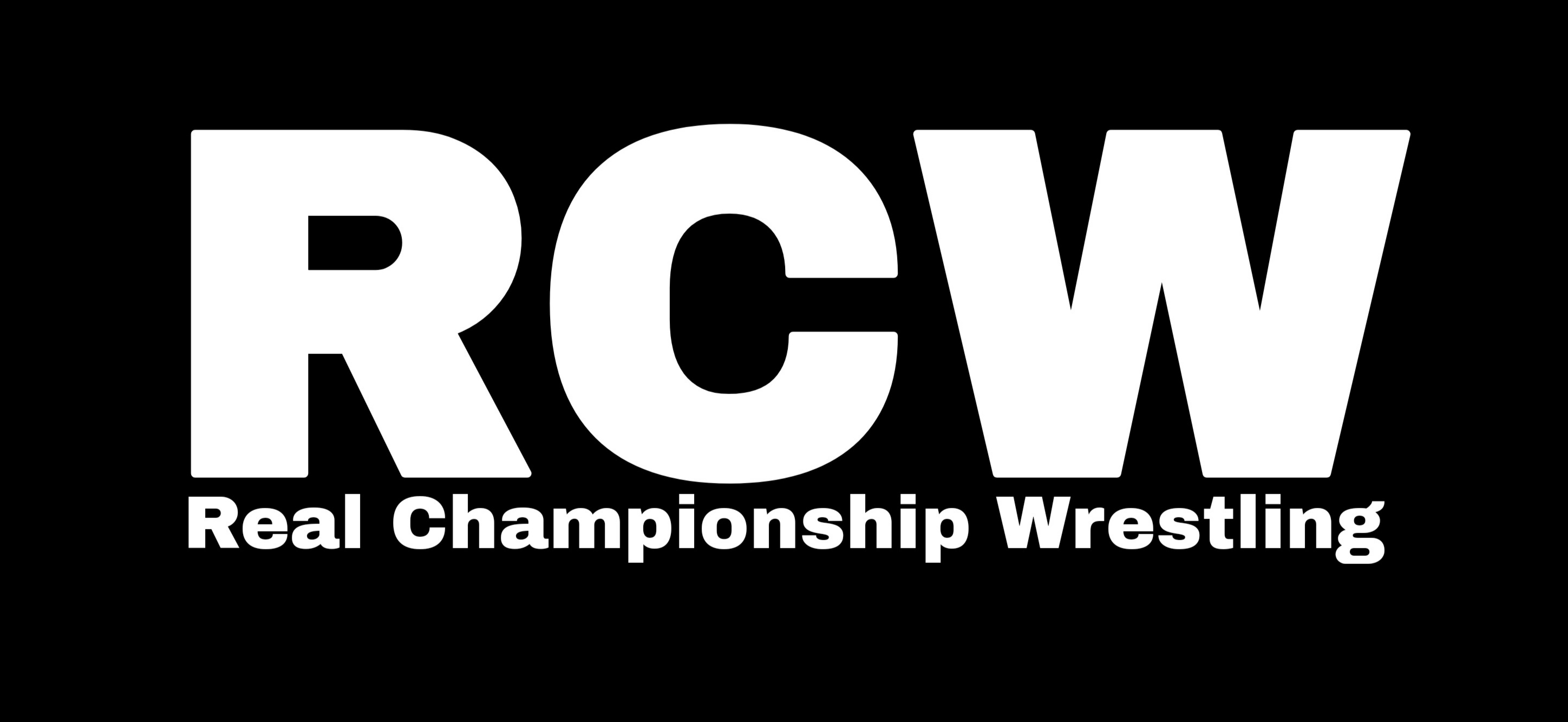
L'attuale logo della federazione

La Real Championship Wrestling è una federazione di wrestling statunitense, con base a Baltimora, Maryland, fondata nel 2009 da Brad Vance. Il primo show è andato in onda il 14 luglio 2009, e si chiamava "The Takeover". La RCW, pur avendo qualche wrestler a contratto fisso, utilizza spesso anche altri prospetti del panorama indipendente, come gli Osirian Portal e i Briscoe Brothers.
La federazione attualmente tiene degli show settimanali.

## Titoli
| Titolo                         | Campione/i    | Campione/i precedente/i | Data          | Luogo  |
| ------------------------------ | ------------- | ----------------------- | ------------- | ------ |
| RCW Championship               | Azrieal       | Christian York          | 6 agosto 2011 | Canton |
| RCW Cruiserweight Championship | Robbie Mireno | Derek Frazier           | 25 marzo 2012 | Canton |
| RCW Tag Team Championship      | The Runaways  | Vacante                 | 25 marzo 2012 | Canton |

## RCW Championship
L'RCW Championship è il titolo massimo della Real Championship Wrestling (RCW), attualmente vacante. È nato nel gennaio 2010.